# Ayacucho
Ayacucho (auf Quechua Ayakuchu), lokal meist Huamanga (auf Ayacucho-Quechua Wamanga oder Wamanqa genannt), ist die Hauptstadt der peruanischen Region Ayacucho, liegt im Süden des südamerikanischen Anden-Staates rund 570 Kilometer von der Hauptstadt Lima entfernt und hatte 2017 95.371 Einwohner. Im Ballungsraum lebten 218.444 Einwohner. Sie liegt auf einer Höhe von 2761 Metern über dem Meeresspiegel.

## Name der Stadt
Die Stadt Huamanga erhielt ihren neuen Namen Ayacucho durch Dekret von Simón Bolívar am 15. Februar 1825, womit der Sieg des Befreiungsheeres gegen die Spanier in der Schlacht von Ayacucho geehrt wurde. Der Name kann aus dem Quechua mit Ayakuchu „Winkel der Toten“ übersetzt werden, wobei aya „Leichnam, Toter“ und kuchu (so im hier gesprochenen Chanka; auf Qusqu-Qullaw mit Ejektiv k'uchu) „Winkel, Ecke“ bedeutet. Andere, weniger verbreitete Übersetzungen lauten „Winkel der Seele“ mit der Bedeutung von aya als „Seele“ oder auch Ayakuchuq „Leichenschneider“ von kuchuy „schneiden“.
Der traditionelle Name Huamanga bzw. Wamanqa wird mit Waman qaqa „Falken-Fels“ (waman „Falke“ und qaqa „Fels“) in Zusammenhang gebracht. Der Conquistador Pedro de Cieza de León gibt allerdings in seiner Chronik die Anekdote wieder, der Herrscher Wiraqucha Inka habe gesagt: Guaman ka, was „Nimm, Falke“ bedeute.

## Geschichte
Die Stadt war vom 5. bis zum 10. Jahrhundert Hauptstadt des Reiches der Wari, einer Hochkultur im Andenraum und eines Vorläufers des Inka-Reichs war.
Sie wurde am 29. Januar 1539 von Francisco Pizarro als San Juan de la Frontera de Huamanga neugegründet.
1548 begannen die Bauarbeiten an der Kirche Santo Domingo, die erste in einer Reihe von 33 Kirchen aus historischer Zeit, sowie einigen weiteren moderneren in der Stadt ist. Noch heute ist die Stadt in Peru als Stadt der 33 Kirchen bekannt. Weitere Kirchen sind San Agustin, San Francisco, die Jesuitenkirche (1605), Santa Clara (1568) und Santa Teresa. Die Prozessionen in der Karwoche (Semana Santa) zählen zu den bedeutendsten ihrer Art in der Welt.
Seit dem 20. Juli 1609 ist Ayacucho Sitz eines katholischen Bischofs, seit 1966 eines Erzbischofs. Das Gebiet des Erzbistums Ayacucho ist in 50 Pfarreien unterteilt. Erzbischof von Ayacucho ist seit 2011 Salvador Piñeiro García-Calderón.
1677 wurde die Universität von San Cristóbal de Huamanga in Ayacucho eingerichtet.
Am 9. Dezember 1824 wurden in einer Schlacht in der Pampa von Quinua, unweit Huamangas, die letzten spanischen Truppen in den südamerikanischen Kolonien von den Streitkräften Perus und Kolumbien unter Führung Antonio José de Sucres geschlagen, woraufhin der Vizekönig José de la Serna die Kapitulation unterzeichnete, was zur Unabhängigkeit der meisten südamerikanischen Staaten führte. Zu Ehren dieses Sieges wurde die Stadt 1825 umbenannt und erhielt ihren heutigen Namen.
Während der 1980er und 1990er Jahre war Ayacucho im Bewaffneten Konflikt in Peru eine der am stärksten durch den Terror des Sendero Luminoso betroffenen Städte. Dessen Anführer Abimael Guzmán hatte an der Universität von Ayacucho studiert. 1982 griff der Sendero Luminoso das Gefängnis von Ayacucho an.

## In Ayacucho geborene Persönlichkeiten
- María Parado de Bellido (1777–1833), Heldin des Unabhängigkeitskriegs
- Efraín Morote Best, Anthropologe und Präsident der Universität
- Andrés Avelino Cáceres (1836–1923), Präsident Perus (1886–1890) und (1894–1895)
- Víctor Tenorio García (* 1941), Philologe, Literaturwissenschaftler, Hochschullehrer, Dichter und Schriftsteller
- Carlos Gutierrez (1944–2008), Mathematiker
- Edith Lagos (1962–1982), maoistische Guerillakämpferin
- Luis Guillermo Lumbreras, Archäologe
- Alberto Arca Parró, Ökonom und Rechtsanwalt
- Renata Flores Rivera (* 2001), Sängerin
- Augusta la Torre, hochrangiges Mitglied des Sendero Luminoso
- Raúl García Zárate (1931–2017), Gitarrist

## Partnerstädte
Huamanga unterhält Partnerschaften mit folgenden Städten:
- Verona, Italien[21]